# Daði Freyr
Daði Freyr Pétursson (Reykjavík, 30 de juny del 1992) és un cantant islandès.

## Biografia
Daði va néixer a Reykjavík i poc temps després es va mudar a Dinamarca. A l'edat de nou anys va tornar al seu país i va créixer a Ásahreppur. De petit ja cantava i tocava la bateria, el piano i el baix elèctric. El 2012 va fundar el grup RetRoBot, amb qui va guanyar Músíktilraunir, una competició nacional per a joves promeses. Dos anys després, el grup es va dissoldre. El 2017 va fundar Gagnamagnið amb la seva germana Sigrún Birna Pétursdóttir i la seva dona Árný Fjóla Ásmundsdóttir, entre d'altres. El mateix any, va participar amb Gagnamagnið a Söngvakeppnin, la preselecció islandesa pel Festival de la Cançó d'Eurovisió. Van acabar en segon lloc. Tres anys després, hi van participar una altra vegada i van guanyar. Haurien representat Islàndia en el Festival de la Cançó d'Eurovisió 2020 a la ciutat neerlandesa de Rotterdam, en cas de no haver sigut cancel·lat per la pandèmia per coronavirus de 2019-2020, amb la cançó Think about Things. Segons els corredors d'apostes, la cançó era una de les favorites per guanyar el festival.
L'octubre del 2020 es va revelar que el difusor públic islandès havia seleccionat internament Daði & Gagnamagnið per representar Islàndia en el Festival de la Cançó d'Eurovisió 2021. El 13 de març van presentar la cançó 10 Years, que interpretaran en el Festival.